# Karel Fiala
Karel Fiala (ur. 3 sierpnia 1925 w Gruszowie, zm. 3 października 2020 w Pradze) – czeski śpiewak operowy (tenor), piosenkarz i aktor filmowy.
Odtwórca tytułowej roli w popularnym westernie komediowym Lemoniadowy Joe (1964) w reżyserii Oldřicha Lipský'ego.

## Życiorys
W latach 1947–1952 studiował w praskim konserwatorium, a po uzyskaniu dyplomu w 1952 podjął naukę w Akademii Sztuk Scenicznych w Pradze, którą ukończył w 1955. Już jako student; w latach 1949–1954 występował w Teatrze Narodowym w Pradze. Od 1954 związany był niemal nieprzerwanie z Teatrem Muzycznym Karlín w Pradze. Stworzył szereg ról w operetkach i musicalach; m.in. jako hrabia Danilo w Wesołej wdówce, jako Freddy w My Fair Lady, jako Jim Kenyon w Rose-Marie.
Jego wnuczka Anna Fialová (ur. 1995) jest aktorką.
W 2020 roku został pośmiertnie odznaczony Medalem Za Zasługi I stopnia.

## Wybrana filmografia
- Dalibor (1956; na podstawie opery pt. Dalibor) jako Dalibor, rycerz
- O chłopie, co okpił śmierć (1960) jako Kovářský
- Lemoniadowy Joe (1964) jako Lemoniadowy Joe
- Nie oszukuj, kochanie (1972) jako major
- Amadeusz (1984) jako Don Giovanni
- Cichy towarzysz (1989) jako redaktor Trnka